# Francine Bergé
Francine Bergé, född 28 januari 1938 i Neuilly-sur-Seine, Île-de-France, är en fransk skådespelerska.

## Roller i urval
- 1963 – Judex - mannen i svart
- 1963 – Les Abysses
- 1966 – Nunnan
- 1968 – Å ett sånt härligt sex
- 1972 – Paulina 1880
- 1975 – Mr. Klein
- 1978 – Une histoire simple
- 1997 – Le Septième Ciel
- 2000 – De blodröda floderna
- 2005–2008 – Clara Sheller (TV-serie)